# Contis
Contis est une station balnéaire située sur la commune de Saint-Julien-en-Born, dans le département français des Landes.

## Géographie
Au sud de la station, le courant de Contis se jette dans l'océan Atlantique. Il marque la frontière entre le Pays de Born au nord et le Marensin au sud.

### Les trois Contis
Contis comprend trois secteurs à vocations différentes.
Contis-Plage
Contis-Plage, petite station balnéaire à cheval entre Saint-Julien-en-Born et Lit-et-Mixe, est en  fait le Contis le plus connu de tous. Historiquement nommé Contis-les-Bains, il se situe dans la zone allant du pont rose à l'océan. C’est le havre des baigneurs et des amoureux de la plage, du soleil et de l’eau salée. Zone composée de lettes et de dunes franches de sables, Contis les Bains représente une zone qui ne fait pas plus de 900 mètres de large. La plage de Contis est également très prisée des surfeurs.
Contis Vieux
Contis les Bains ne fut pourtant pas le tout premier Contis. Effectivement, il y a quelques siècles de cela, toute cette zone côtière n’était qu’une vaste étendue de sables arides inhabitables. Contis se situait alors bien plus à l’est, au pied d’un lac, à l’emplacement de l’actuel Contis Vieux. Contis Vieux détient donc son nom de l’ancien emplacement de la petite bourgade de Contis, située sur les hautes dunes Nord. C’est le Contis le plus ancien, traversé de part en part par le courant de Contis (petit fleuve côtier). On y retrouve les vestiges des premières habitations, des premières activités économiques, mais aussi et surtout des premiers lieux de culte (fontaines Sainte-Marie-Madeleine et Saint-Jean).
Contis les Marais
Le troisième Contis, et aussi le moins connu, est Contis les Marais. C’est la zone la plus sauvage de Contis, paysagée de forêts, de vastes plaines de gênets, de petits chemins de sable, et de dunes vierges. Après l’assèchement de l’étang de Contis – Saint Julien, dans les années 1800, cette vaste zone jadis sous les eaux devint un vaste marais, transformé progressivement en zone habitable. Les dunes y sont abruptes et se confondent souvent avec les anciennes rives de l’étang ; les zones de marais s’assèchent l’été, mais deviennent rapidement dès l’automne l’abri idéal de nombreuses espèces de la faune sauvage.
Une fresque signée G. Vincent datée de 1890 ornant la chapelle sud de l'église Saint-Louis d'Uza donne une représentation de Contis à l'époque Médiévale et au XIXe siècle. Elle représente notamment l'ancien étang de Lit asséché dans les années 1800, la fontaine Sainte Madeleine et l'ancienne chapelle Notre-Dame de Contis.

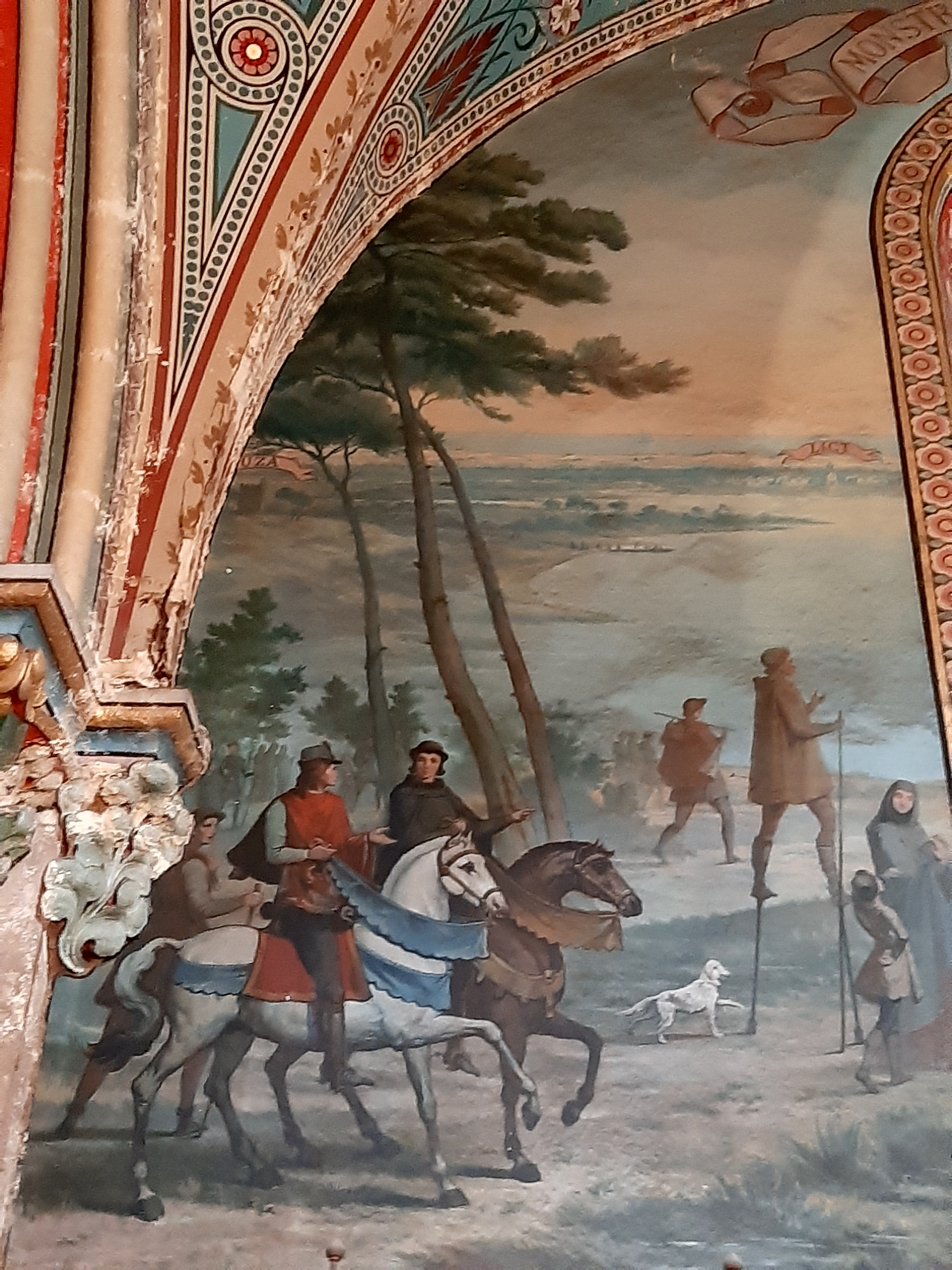
Fresque de la chapelle sud : scène médiévale
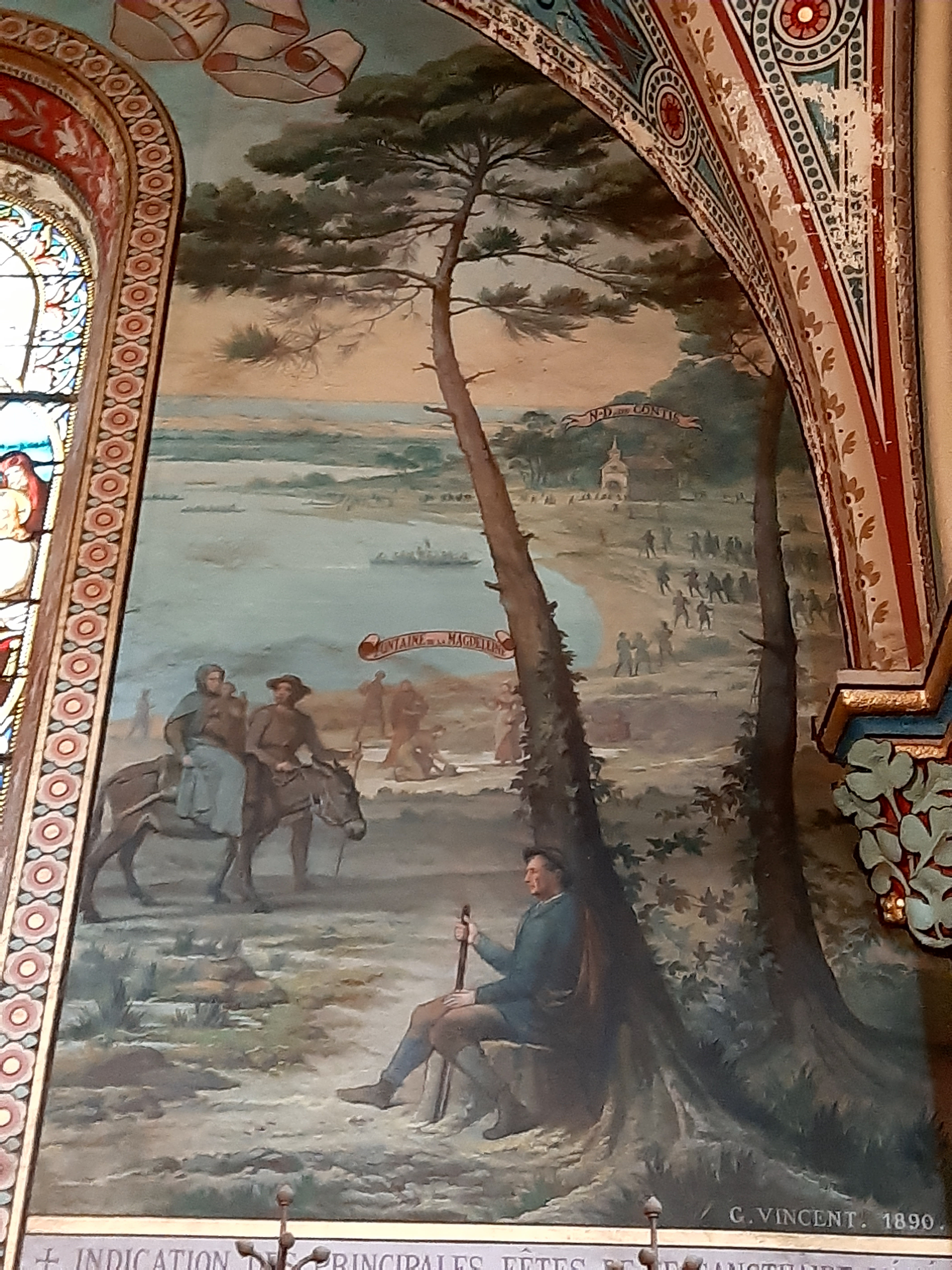
Fresque de la chapelle sud : scène du XIXe siècle
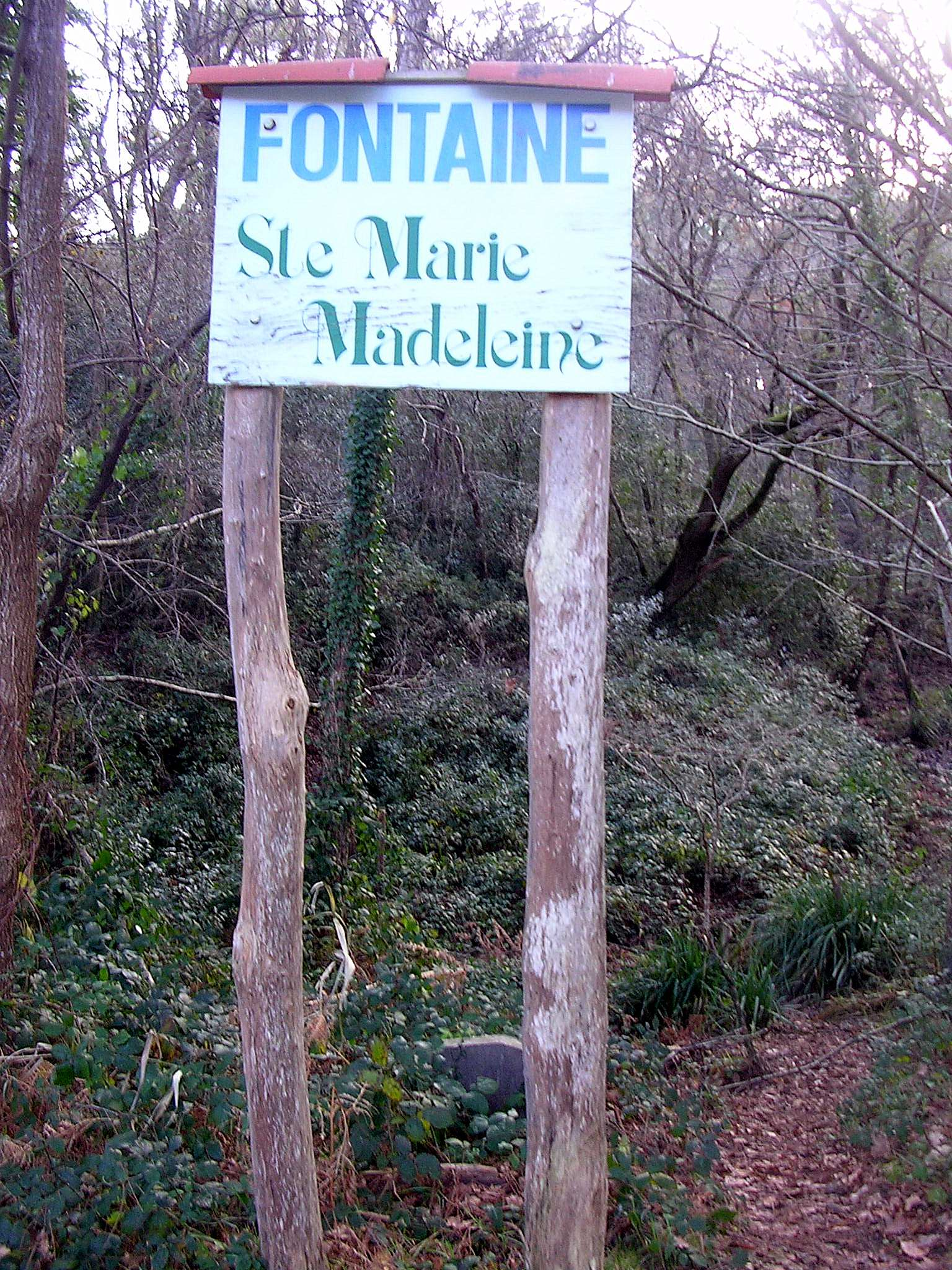
Fontaine Sainte-Marie-Madeleine, à Contis Vieux
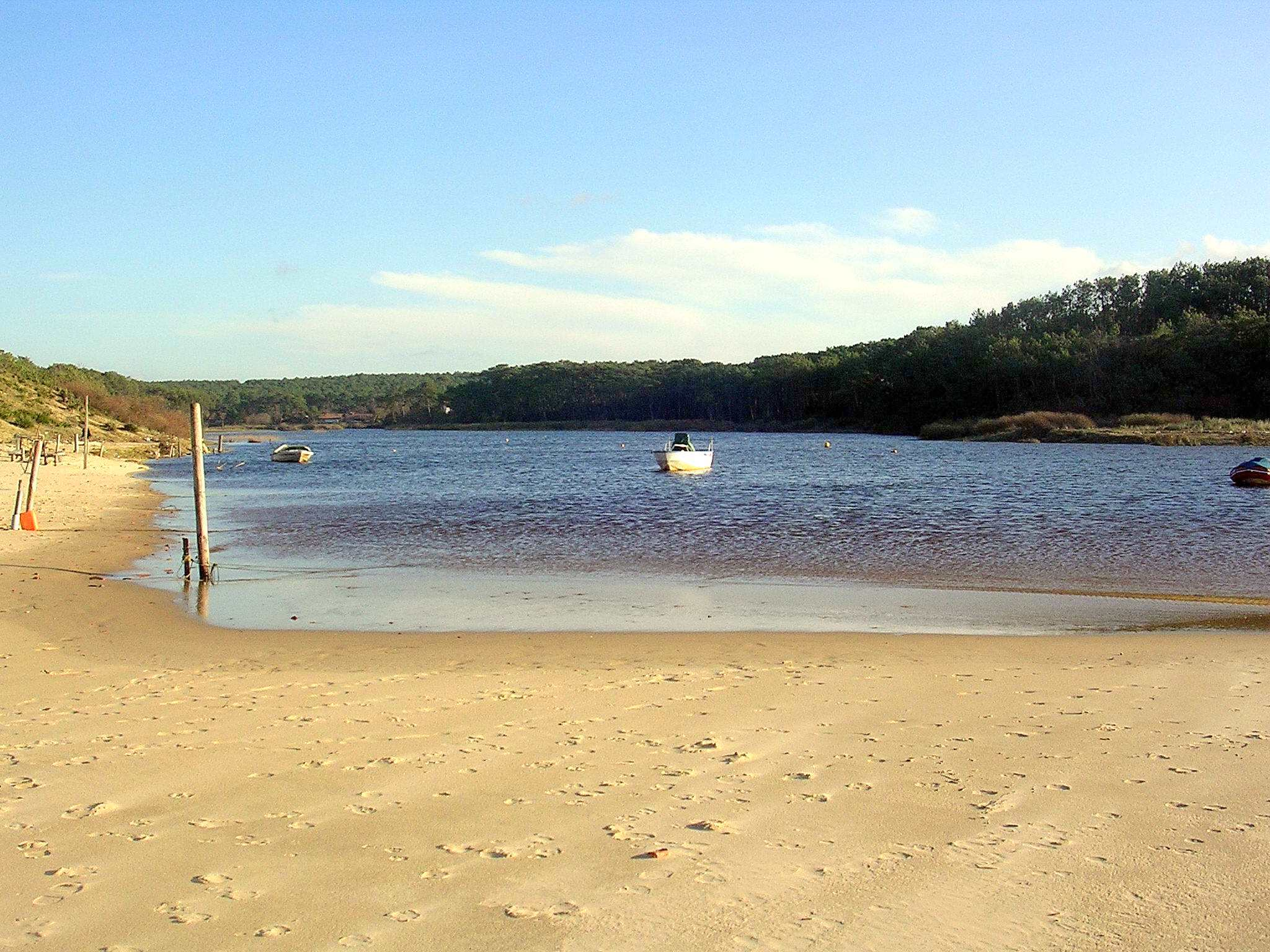
Le courant de Contis, à hauteur de Contis-Plage

## Les Hospitaliers
Les Hospitaliers de l'ordre de Saint-Jean de Jérusalem possèdent dès le XVe siècle une commanderie au bord de la route reliant Saint-Julien-en-Born à Contis : la commanderie de Cunctis. Y subsiste encore la fontaine Sainte Madeleine.
Au XVIIe siècle, Contis est encore mentionné comme port sur certaines cartes, comme celle dite « du Bourdelois ».
La commanderie de Cunctis est de nos jours devenue la station balnéaire de Contis, avec son courant pittoresque, sa chapelle et son phare (le seul du département des Landes hormis le « feu » de la jetée de Capbreton) en garluche (pierre ferrugineuse) sous sa peinture en spirale noire et blanche, planté sur une dune au milieu des pins maritimes.

## Lieux et monuments
L'ancien poste de douanes, reconverti en bureau de poste et bibliothèque, a gardé son architecture d'époque et domine l'embouchure du courant.
Le cinéma de Contis est classé Art et Essai.

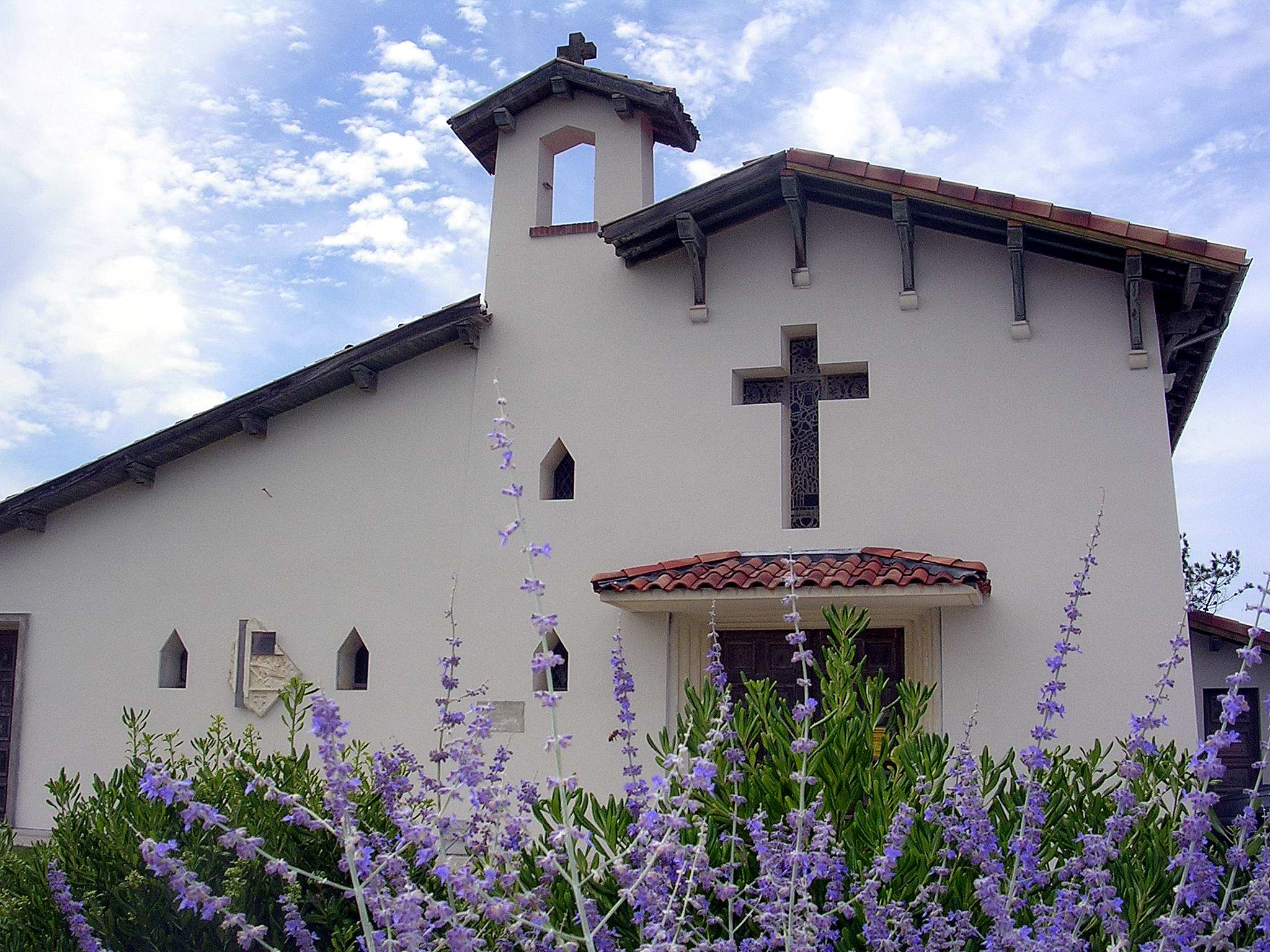
Église Sainte-Madeleine de Contis
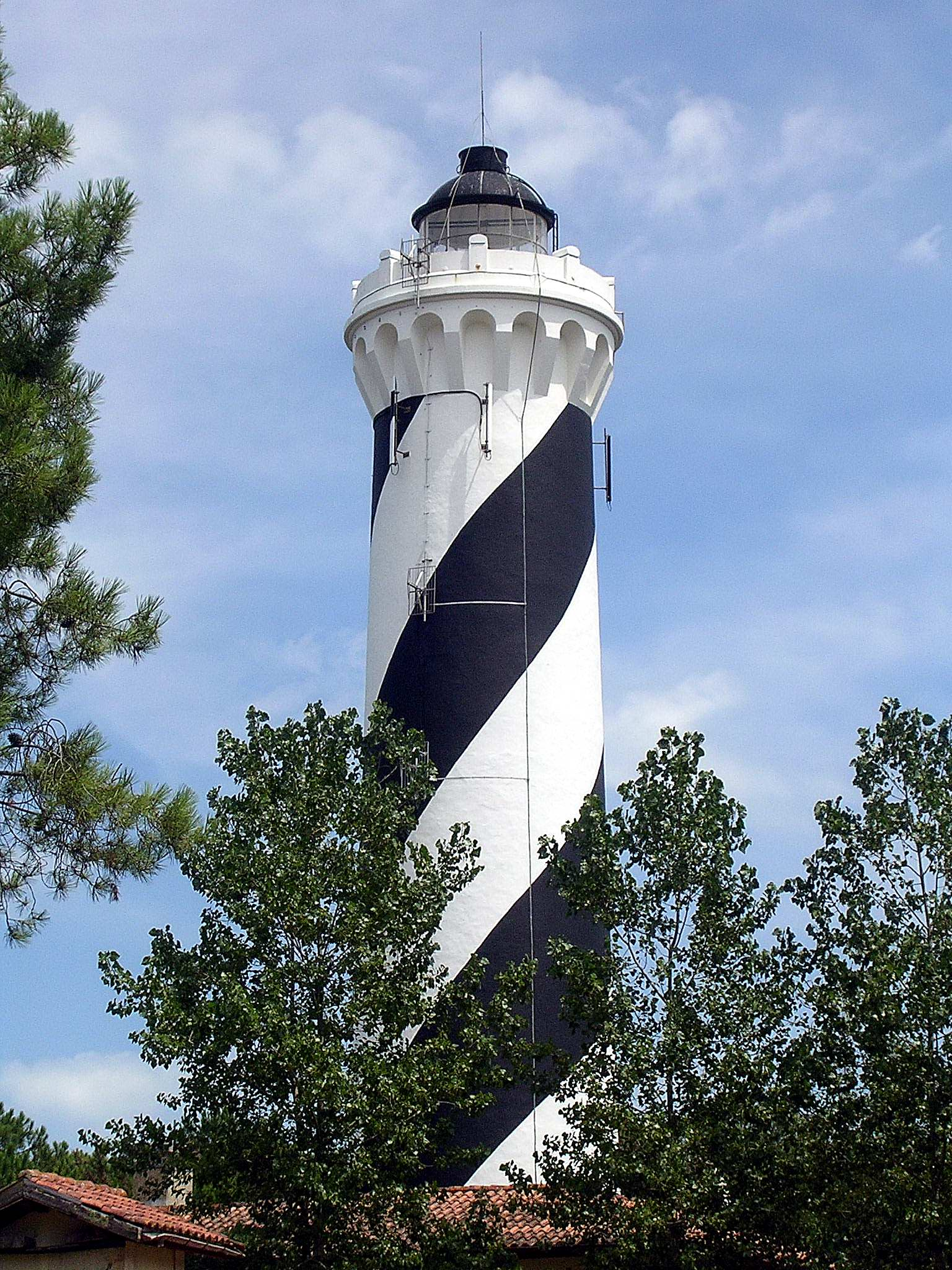
Phare de Contis
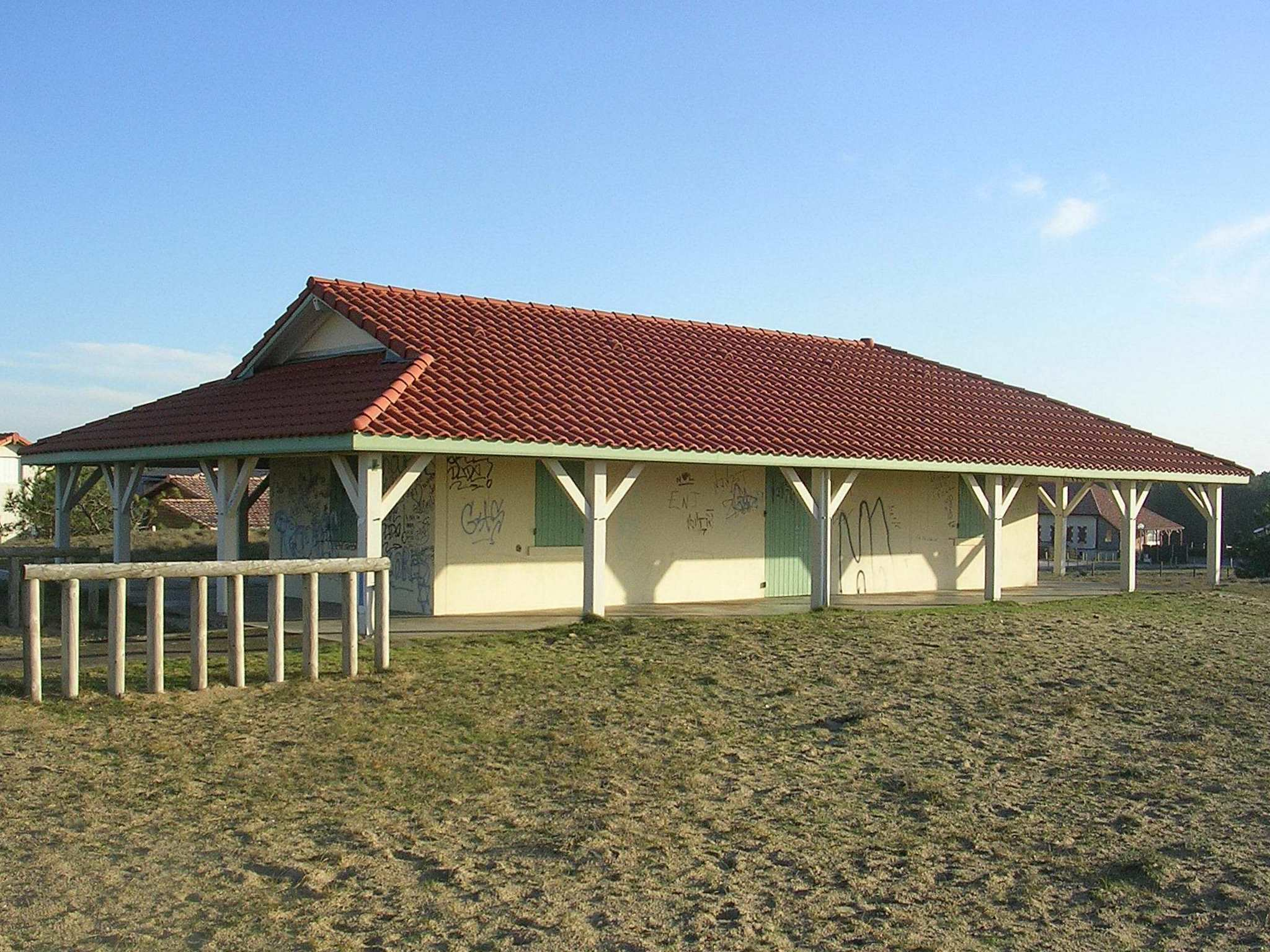
Ancien poste de douanes
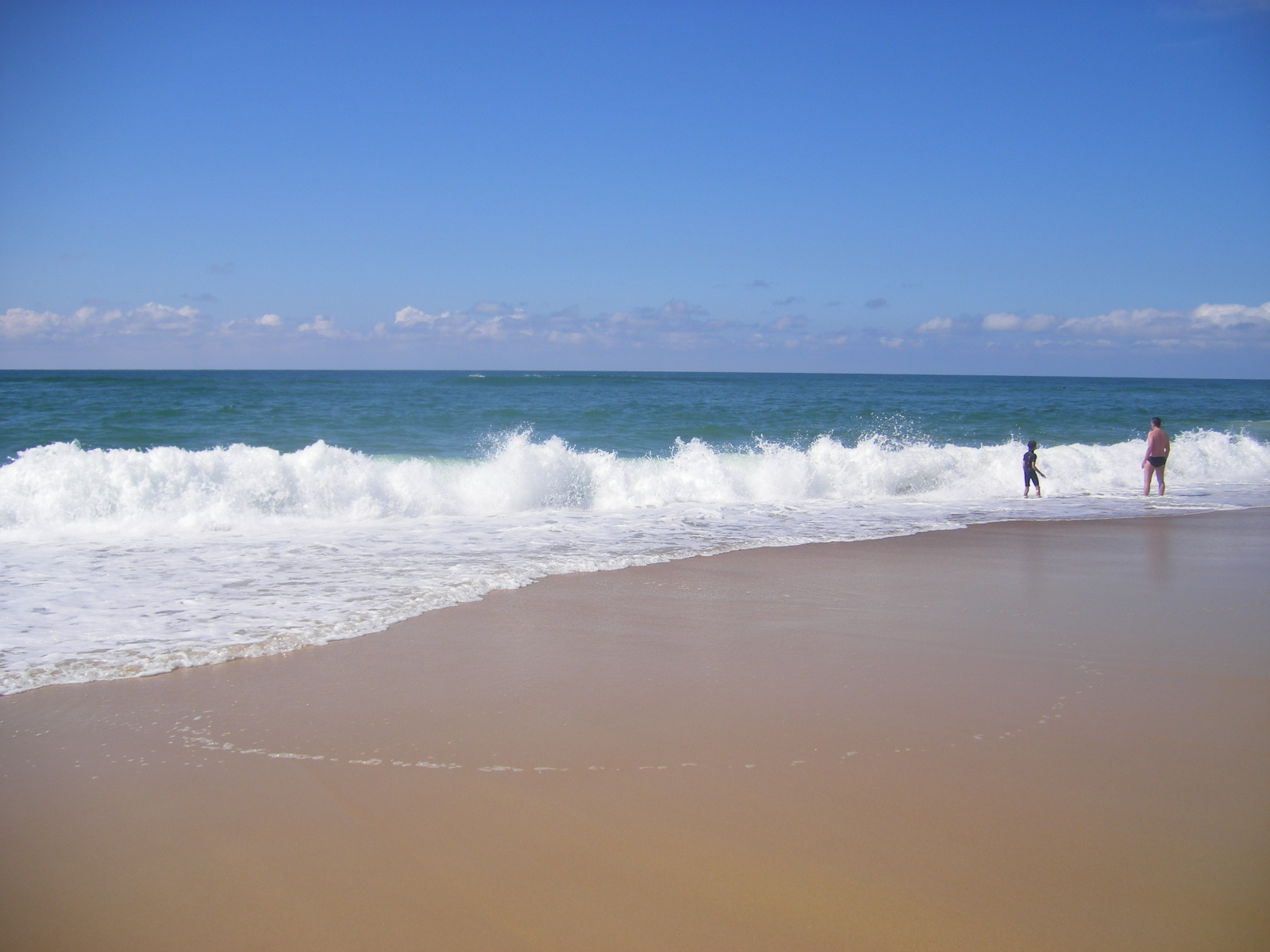
Plage de Contis

## Art et culture
- Festival de Contis, consacré au cinéma

## Transports en commun
Pendant la période estivale un réseau de navette dessert la Communauté de communes Côte Landes Nature reliant les bourgs aux plages.